# Tockus
Tockus är ett fågelsläkte i familjen näshornsfåglar inom ordningen härfåglar och näshornsfåglar. Släktet omfattar numera tio arter som förekommer i Afrika söder om Sahara:
- Östlig gulnäbbstoko (T. flavirostris)
- Sydlig gulnäbbstoko (T. leucomelas)
- Turkanatoko (T. jacksoni)
- Savanntoko (T. deckeni)
- Kunenetoko (T. monteiri)
- Sydlig rödnäbbstoko (T. rufirostris)
- Damaratoko (T. damarensis)
- Senegaltoko (T. kempi)
- Ruahatoko (T. ruahae)
- Nordlig rödnäbbstoko (T. erythrorhynchus)

Arter som numera placeras i Lophoceros och Horizocerus fördes tidigare till Tockus.